# Plymouth (Ohio)
Plymouth is een plaats (village) in de Amerikaanse staat Ohio, en valt bestuurlijk gezien onder Huron County en Richland County.

## Demografie
Bij de volkstelling in 2000 werd het aantal inwoners vastgesteld op 1852.
In 2006 is het aantal inwoners door het United States Census Bureau geschat op eveneens 1852.

## Geografie
Volgens het United States Census Bureau beslaat de plaats een oppervlakte van
5,8 km², waarvan 5,7 km² land en 0,1 km² water.

## Plaatsen in de nabije omgeving
De onderstaande figuur toont nabijgelegen plaatsen in een straal van 16 km rond Plymouth.